# 淡海三船
淡海 三船（おうみ の みふね）は、奈良時代後期の皇族・貴族・文人。始め御船王を名乗るが、臣籍降下し淡海真人姓となる。弘文天皇の曽孫。内匠頭・池辺王の子。官位は従四位下・刑部卿。勲位は勲三等。

## 経歴
天平年間に唐僧・道璿に従って出家し、元開と号す。
孝謙朝の天平勝宝3年（751年）30人ほどの諸王に対して真人姓の賜姓降下が行われた際、勅命により還俗して御船王に戻ったのち、淡海真人の氏姓を与えられて臣籍に降下、淡海三船と名を改めた。のち、式部少丞・内豎を歴任するが、天平勝宝8年（756年）朝廷を誹謗したとして、出雲守・大伴古慈斐と共に衛士府に禁固され、間もなく放免されている。
淳仁朝では、尾張介・山陰道巡察使を経て、天平宝字5年（761年）従五位下・駿河守に叙任されるなど、地方官を歴任する。天平宝字6年（762年）文部少輔。天平宝字8年（764年）8月に美作守に任ぜられ再び地方官に転じる。同年9月に発生した恵美押勝の乱の際に、藤原仲麻呂が宇治から近江国へ逃れ各地に使者を派遣して兵馬の調達をしていたところ、造池使としてため池を造成するために近江国勢多にいた三船は造池使判官・佐伯三野と共に仲麻呂の使者とその一味を捕縛するなど、孝謙上皇側に加勢して活動する。乱後、三船は功労によって三階昇進して正五位上へ昇叙と勲三等の叙勲を受け、近江介に任ぜられた。また、天平神護2年（766年）になってから、功田20町を与えられている。
称徳朝では、兵部大輔・侍従を歴任し、天平神護2年（766年）には東山道巡察使に任じられる。しかし、巡察使として名誉や栄達を気にして地方官に対する検察が厳格に過ぎ、特に下野国の国司らの不正行為（正税の未納・官有物の横領）に関して、下野介・弓削薩摩のみに対して外出を禁じて職務に就かせず、さらに薩摩が恩赦を受けたのちにさらに弁舌を振るって罪に問おうとしたことが問題とされ、翌神護景雲元年（767年）6月に巡察使を解任され、8月には大宰少弐に転じている。
光仁朝に入ると、宝亀2年（771年）の刑部大輔と京官に服し、のち大学頭・文章博士などを歴任して、宝亀11年（780年）従四位下に叙せられている。
桓武朝の延暦3年（784年）刑部卿に転じるが、翌延暦4年（785年）7月17日卒去。享年64。最終官位は刑部卿従四位下兼因幡守。

## 人物
聡明で鋭敏な性質で、多数の書物を読破し文学や歴史に通じていた。また書を書くことを非常に好んだという。奈良時代末期に文人として石上宅嗣と双璧をなし、二人が「文人の首」と称されたという。
若いときに僧であったこともあり、外典・漢詩にも優れていた。『経国集』に漢詩5首を載せ、現存最古の漢詩集『懐風藻』の撰者とする説が有力である。また、『釈日本紀』所引「私記」には、三船が神武天皇から持統天皇まで『日本書紀』の全天皇（当時は帝に数えられていなかった曽祖父の弘文天皇を除く）と天皇不在の摂政という特異な地位を持つ神功皇后の漢風諡号を一括撰進したことが記されている。元明天皇と元正天皇もこの一括撰進に含まれると一般的に考えられているが元明天皇については聖神社の「元明金命」合祀記録から異説もある。
宝亀10年（779年）には鑑真の伝記『唐大和上東征伝』（作者名注記は真人元開）を記した。『続日本紀』前半の編集にも関与したとされる。
『日本高僧伝要文抄』に『延暦僧録』の「淡海居士伝」が一部残っている。

## 官歴
『続日本紀』による。
- 天平勝宝3年（751年） 正月27日：臣籍降下し淡海真人姓を賜与
- 時期不詳：式部少丞、内豎
- 時期不詳：正六位上、尾張介
- 天平宝字4年（760年） 正月21日：山陰道巡察使
- 天平宝字5年（761年） 正月2日：従五位下。正月16日：駿河守
- 天平宝字6年（761年） 正月9日：文部少輔
- 天平宝字8年（764年） 8月4日：美作守。9月12日：正五位上。日付不詳：近江介
- 天平神護2年（766年） 2月21日：功田20町。9月23日：東山道巡察使
- 神護景雲元年（767年） 3月20日：兵部大輔。6月5日：東山道巡察使解任。8月29日：大宰少弐
- 宝亀2年（771年） 7月23日：刑部大輔
- 時期不詳：大学頭
- 宝亀3年（772年） 4月20日：兼文章博士
- 宝亀8年（777年） 正月25日：大判事
- 宝亀9年（778年） 2月23日：大学頭
- 宝亀11年（780年） 2月27日：従四位下
- 天応元年（781年） 10月4日：大学頭。12月23日：御装束司
- 延暦元年（782年） 8月25日：兼因幡守
- 延暦3年（784年） 4月2日：刑部卿
- 延暦4年（785年） 7月17日：卒去（刑部卿従四位下兼因幡守）

## 系譜
- 父：池辺王
- 母：不詳
- 生母不明の子女
  - 女子：橘島田麻呂室